# Joze Brilej
Jože Brilej (a veces escrito como José, Josef, Jozef, Joseph, Joshua) (Dobje pri Planini, 1 de enero de 1910 - Liubliana, 8 de mayo de 1981), nombre partidista "Bolko", fue un diplomático, político, embajador, coronel, revolucionario, abogado, juez, y estrecho colaborador de Josip Broz Tito.

## Biografía
Se desempeñó como embajador de  Yugoslava  en Londres, Nueva York, México, El Cairo, Egipto y Yemen, representante permanente de Yugoslavia a Naciones Unidas para la vida, Presidente del Consejo de Seguridad de las Naciones Unidas en 1956, miembro de la Comité Especial de las Naciones Unidas sobre Palestina, presidente de Corte Suprema de Eslovenia, editor de   Ljudske Pravice , y comisario político y coronel en la  Partisan  Ejército de Liberación Nacional en Segunda Guerra Mundial.
Murió el 8 de mayo de 1981 Liubliana de cáncer de pulmón. Está enterrado en el Plecnik 's Zale cementerio en Liubliana frente a su amigo de toda la vida, partidario camarada y diplomático Aleš Bebler.

## Condecoraciones
Orden Mexicana del Águila Azteca Banda de Primera Clase, por sus servicios como embajador yugoslavo a México.
Gran Cruz de la orden del Fenix Grecia.
Caballeros Gran Cruz de la Orden al Mérito de la República Italiana.
Orden de la República Egipto.
Orden de la Bandera Yugoslava primera clase.
Brilej Street (en esloveno: Brilejeva ulica) en Liubliana (Dravlje) lleva su nombre.
Después de su muerte una placa conmemorativa fue colocada en la casa donde nació en Dobje pri planini.